# Aimé-Jules Dalou
Aimé-Jules Dalou, Párizs, 1838. december 31. – Párizs, 1902. április 15.) francia eklektikus szobrász.

## Életpályája
Először Jean-Baptiste Carpeaux, azután Francisque Duret (1804-1865) tanítványa volt, utóbb a művészi ipar terén működött. 1862-ben állította ki első szobrát. 1870-ben a Hímző nővel díjat nyert. A párizsi kommünben való részvétele miatt Angliába emigrált. 
Naturalisztikus terrakotta-szobraival, a Gyermekét szoptató bretagne-i parasztasszonyt ábrázoló életnagyságú terrakotta csoportjával (1877), a Gyermekét altató anya, márványcsoporttal és mellszobraival nagy sikert aratott. 
Angliából 1879-ben tért  vissza Párizsba és az 1883. évi Salonban két nagy, festői domborművével, amelyeknek egyike a francia képviselőház 1789. június 23-i ülését ábrázolta, a másik pedig a Köztársaság allegóriája, amely nagydíjat nyert. Későbbi művei közül különösen kiemelkedik Gustave Courbet mellszobra és Jean-Martin Charcot (1884), Henri Rochefort (1888), André Theuriet (1889) mellszobrai, valamint Delacroix bronzemlékszobra a párizsi Luxemburg-kertben (1890). Párizs városa 1883-ban a Köztársaság domborművének márványból való elkészítésével bízta meg, amellyel szintén díjat nyert.

## Galéria

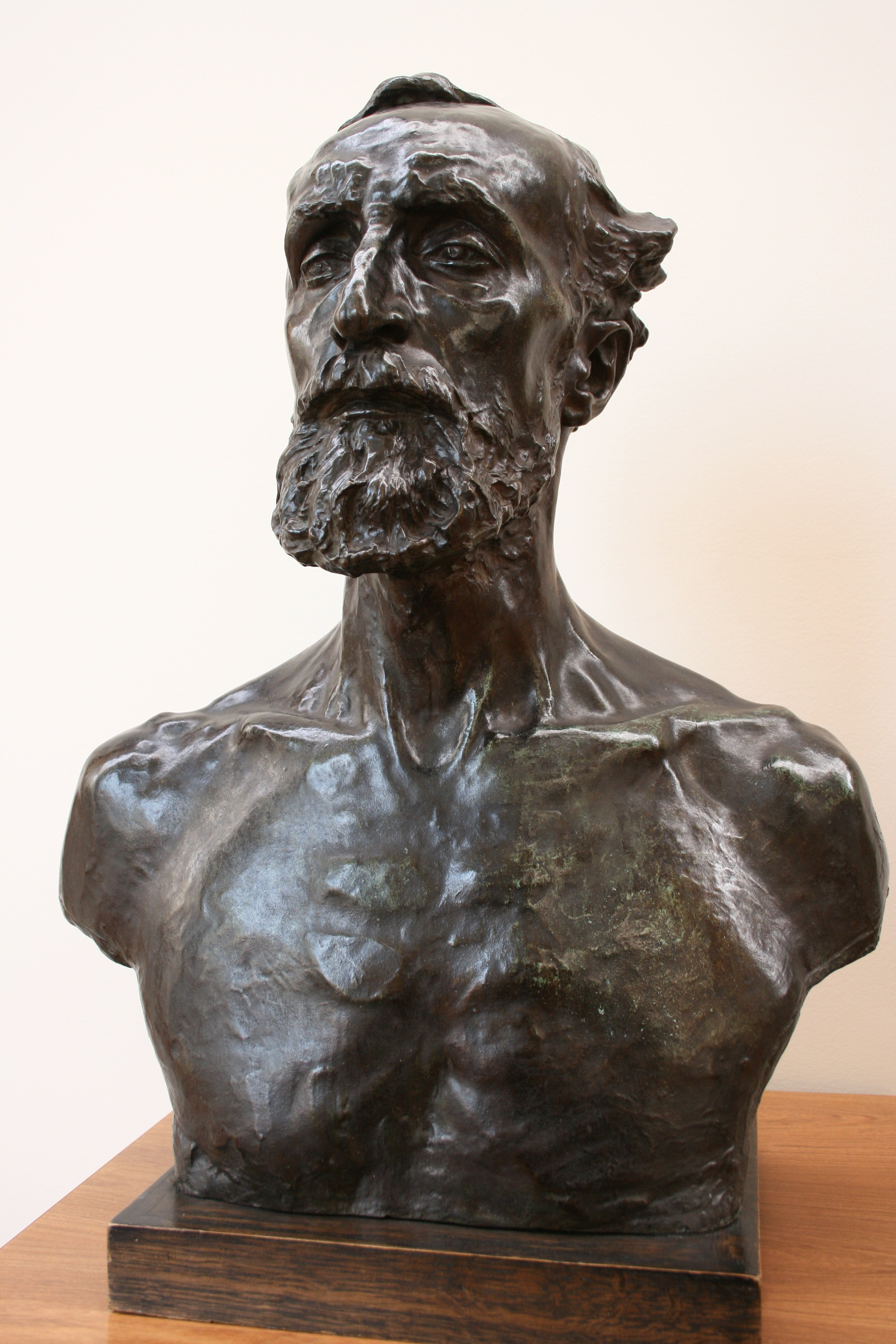
Dalou mellszobra, Auguste Rodin műve

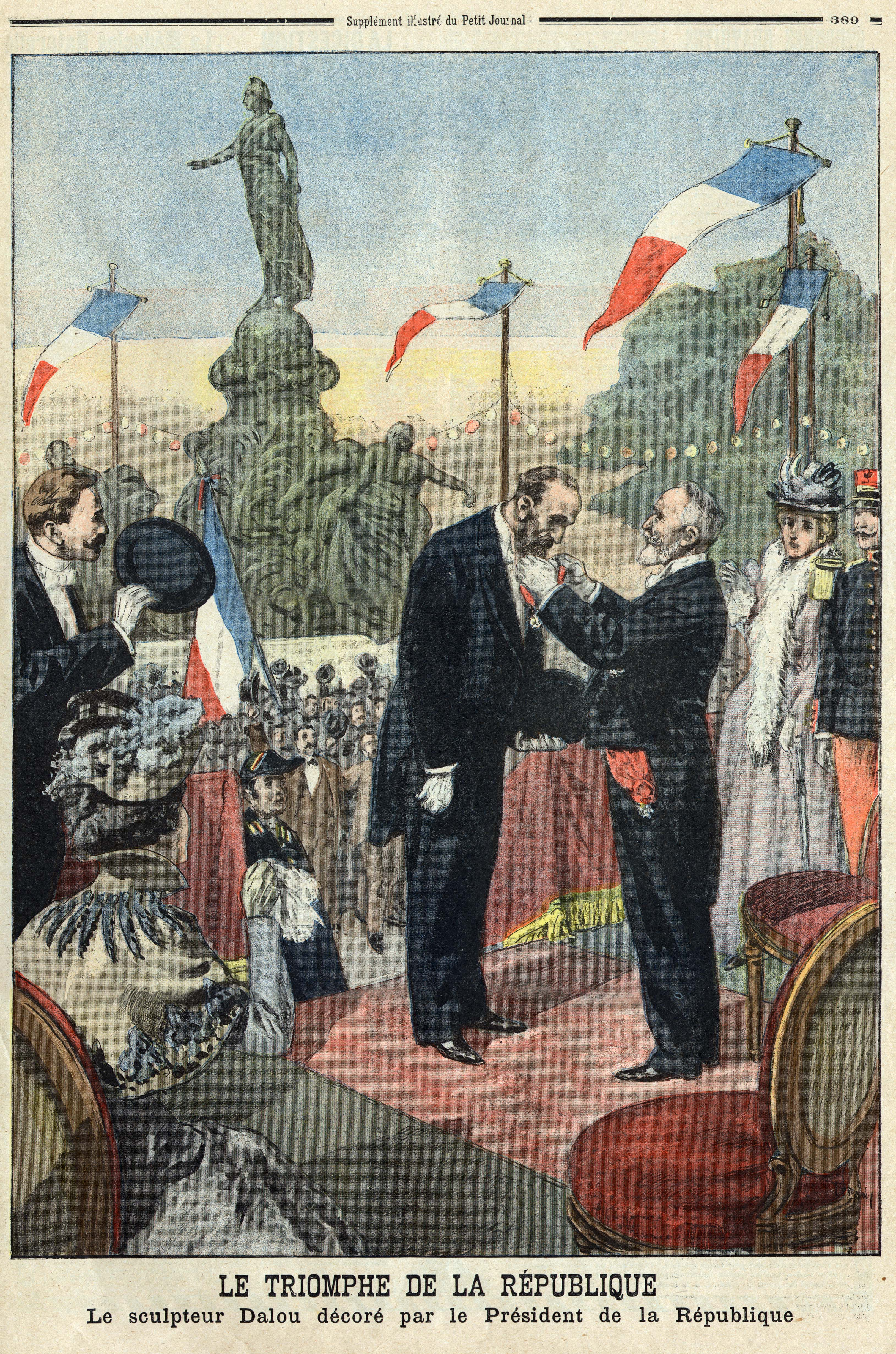
Dalou kitüntetése a Köztársaság allegóriája emlékművéért (1899)
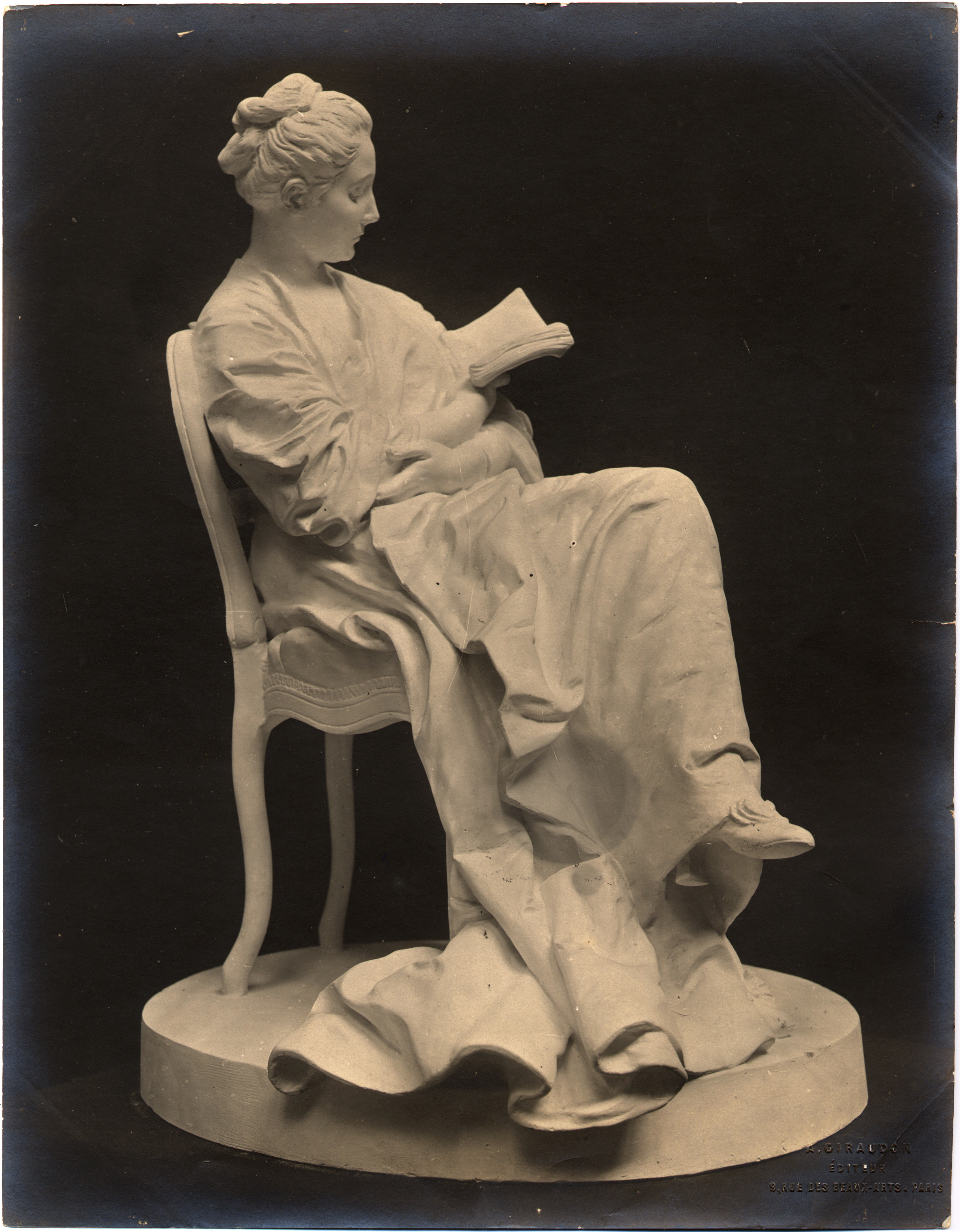
Olvasó nő
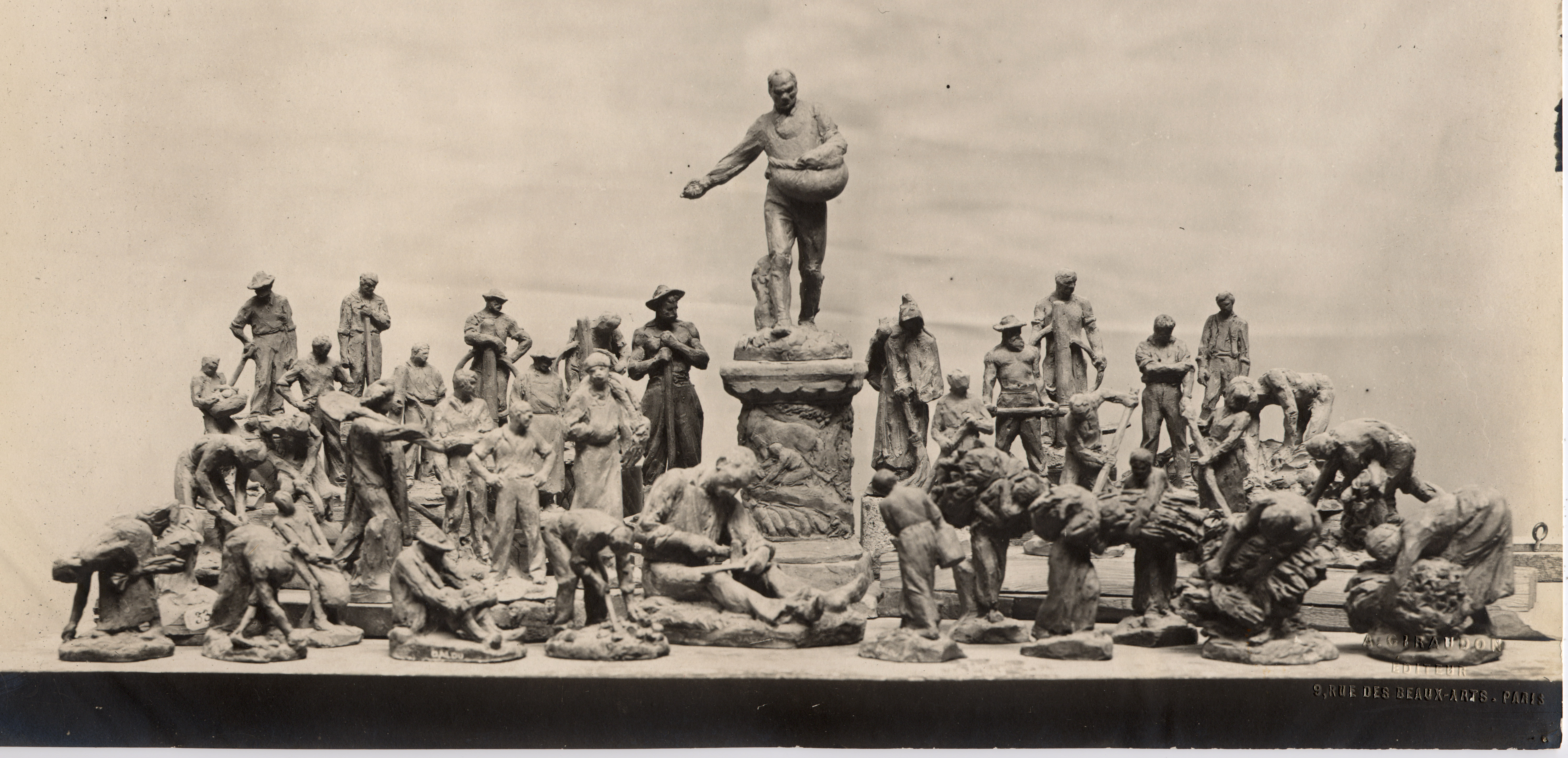
Munkások és földművelők emlékműve
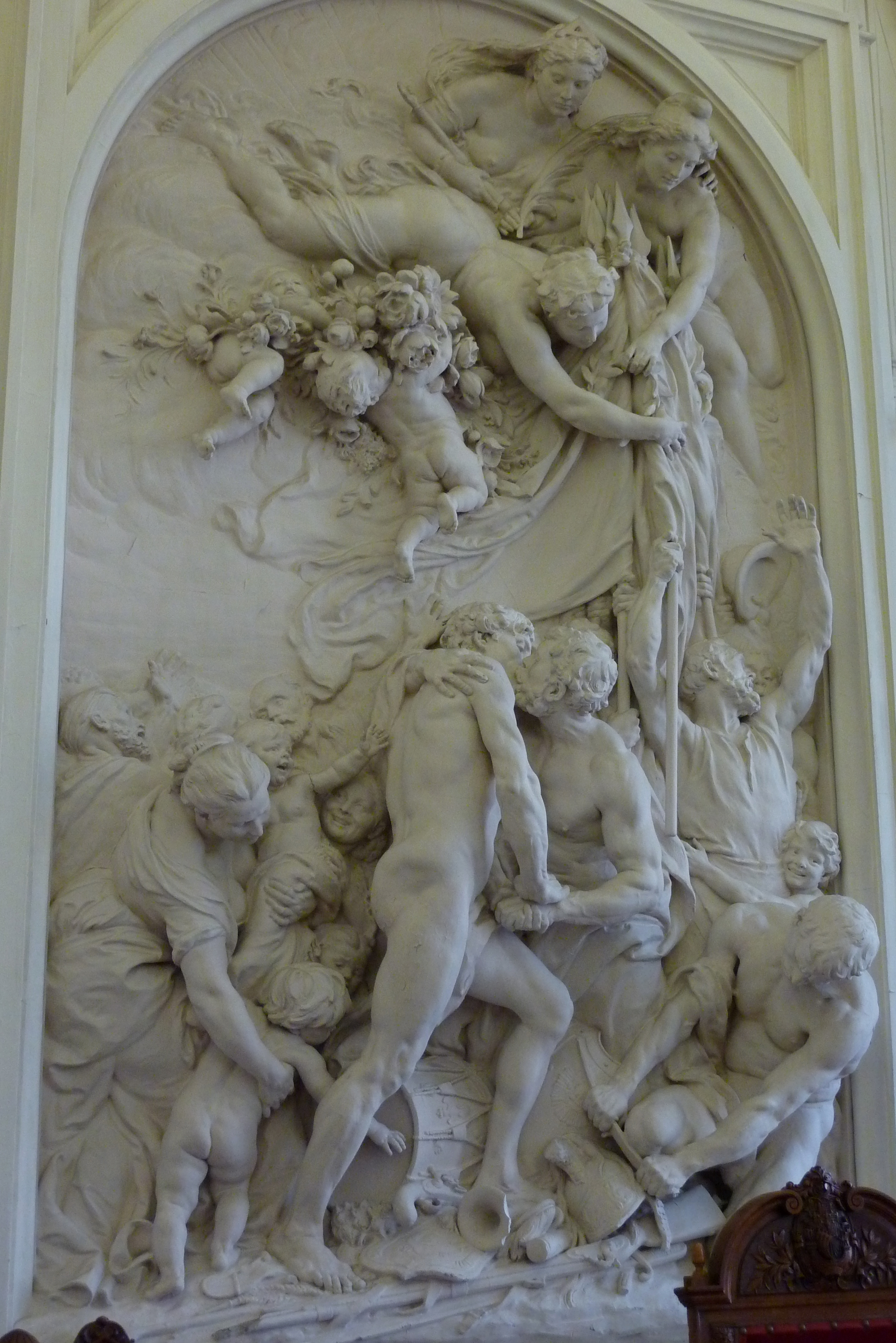
A népek testvérisége a Köztársaság (dombormű)
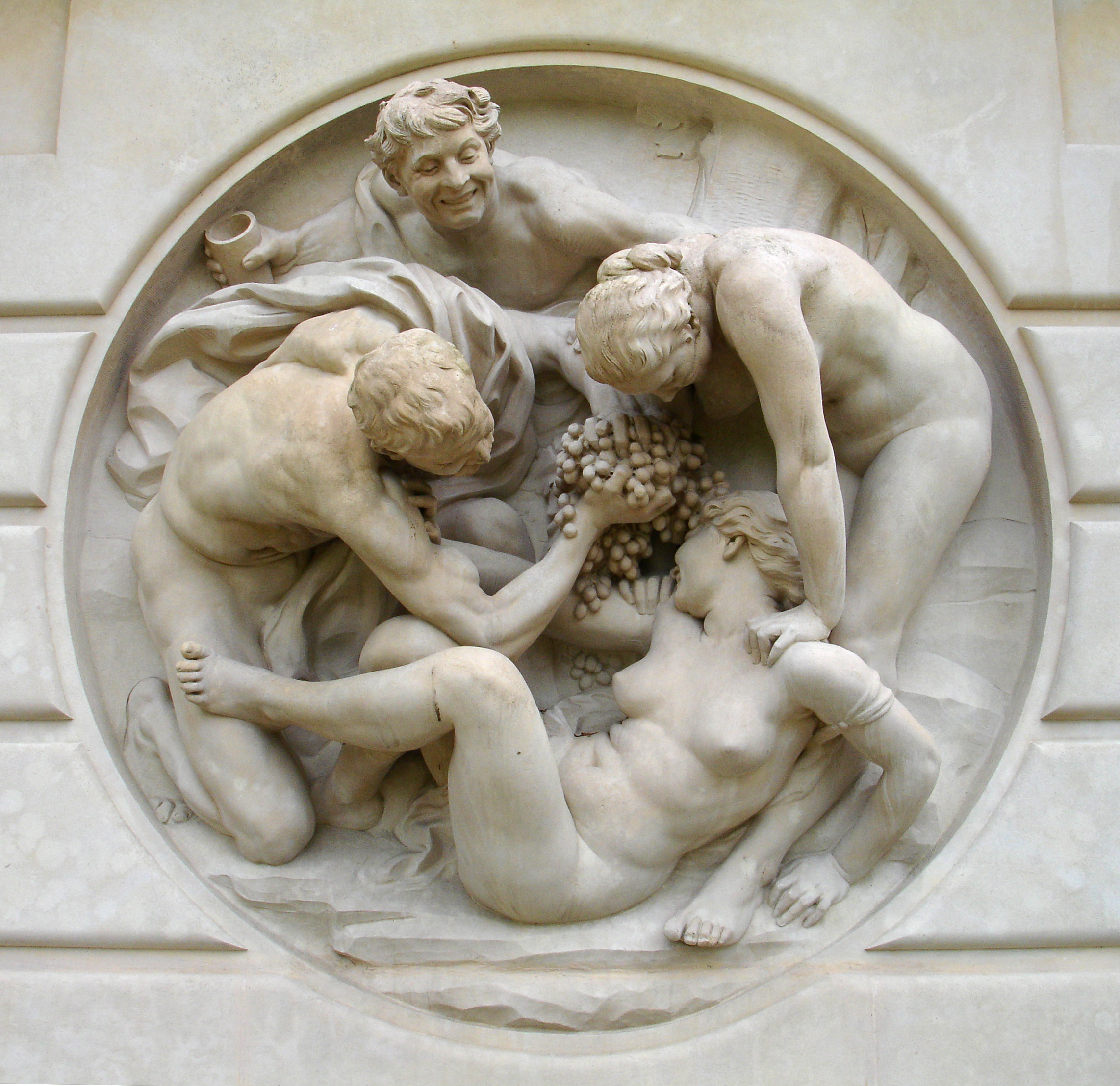
Bacchanália 1. felv.
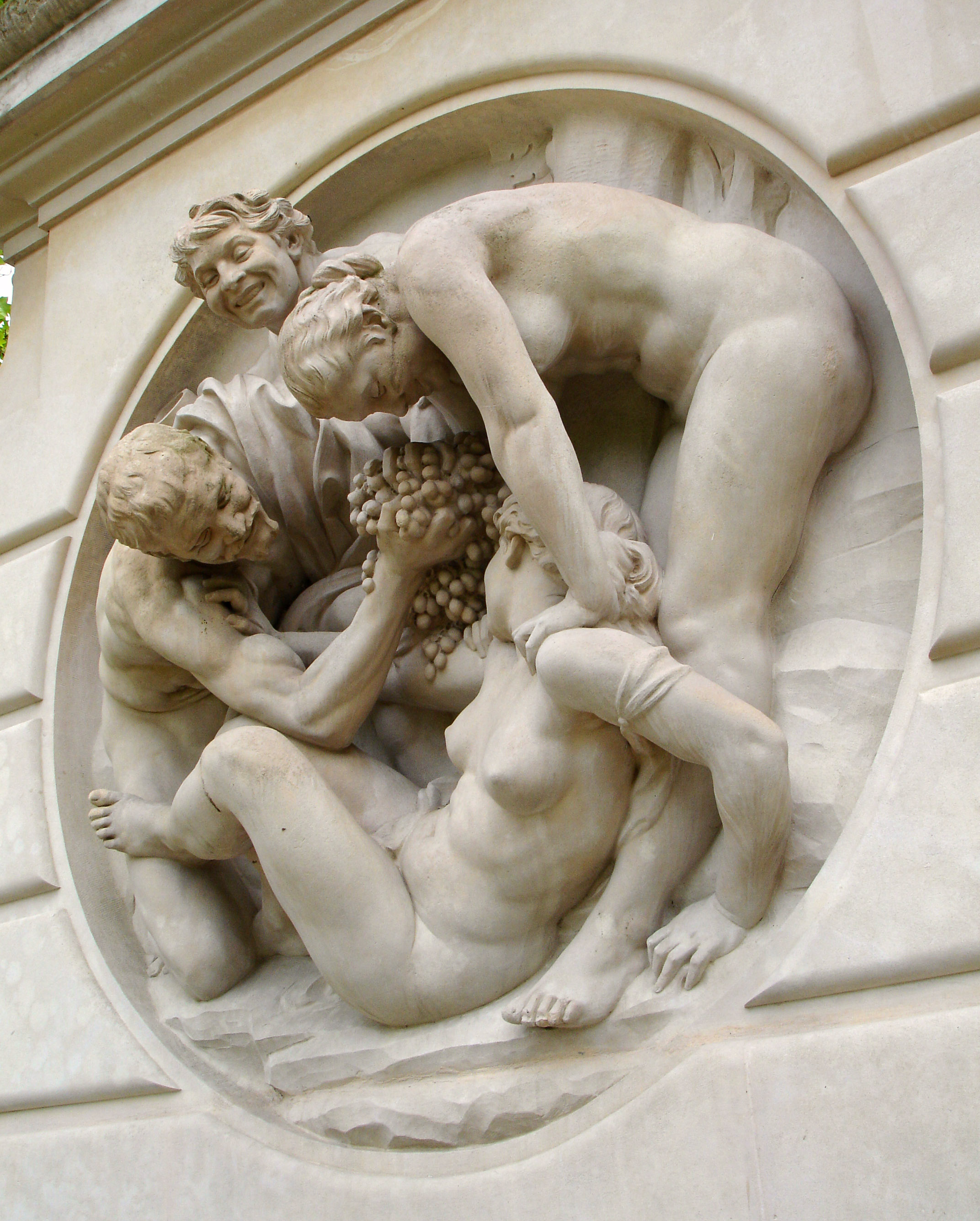
Bacchanália 2. felv.
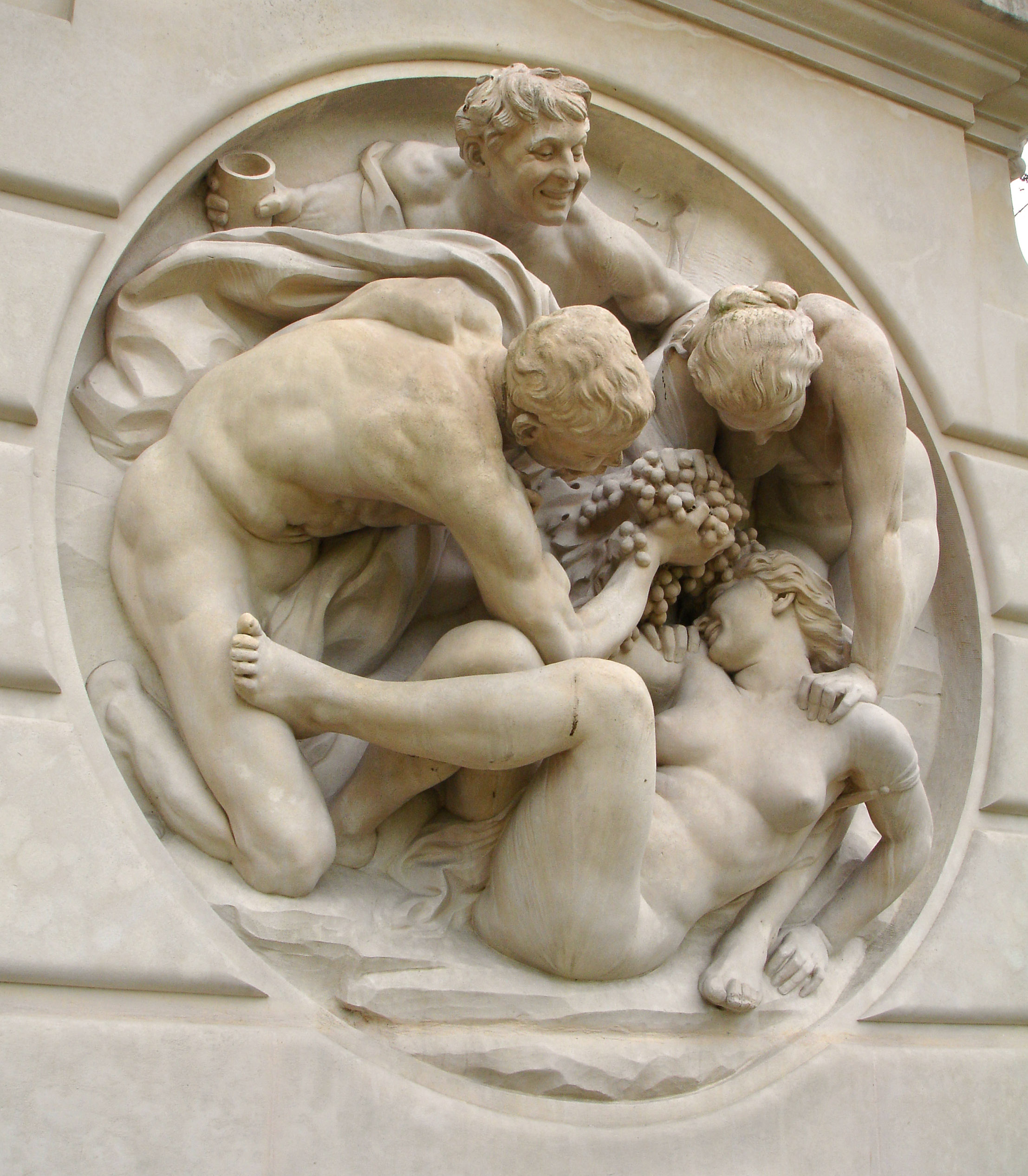
Bacchanália 3. felv.

## Emlékezete
- Mellszobrát Auguste Rodin mintázta meg.